# Велика Јасикова
Велика Јасикова је насељено место града Зајечара у Зајечарском округу. Према попису из 2022. било је 506 становника (према попису из 2002. било је 988 становника). Становништво је пореклом са Косова, Македоније и из Румнуније. Село је Хришћанско а слеве се св. Никола, св. Петка и Митривдан.
Сеоска слава(зеветина) је Спасовдан.
Смештено је 28 km од града Зајечара и 2 km од пута Зајечар-Неготин.
На територији села се налазе рушевине римског утврђења и темељи старе цркве. Први пут се помиње у турским пописима из 15. века под називом Јасикова. Касније се помињало и под именом Јасиковац.
У селу постоји православни храм изграђен 1868. године, те адвентистички храм. У близини центра села је и пошта, а у склопу дома културе се налази амбуланта, доктор долази два пута недељно. Село је познато по мотоциклизму, лову и фудбалу.

## Географија
Велика Јасикова се налази на 184 метара надморске висине, и то на координатама 44°4′32" северно и 22°21′15″ источно.
Велика Јасикова има велики атар, који се простире од пута Зајечар-Неготин до Тимока на истоку, а на северу до пута Салаш-Брусник. Највише има зиратне земље, а шуме и утрине је мало поред Тимока. Земљишни су називи: Медведовац, Велико Поље (Къмпол Маре), Блато, Излаз, Дивородин, Сељиште, Стари Виногради (Вија Парасиц), Вучја Рупа (Крову Вучакули), Тудорча, Обршје, Мрвила, Грош, Бурилија, Шуту, Ајдучки Поток, Бостањ, Облеџ, Гаван, Цуцур, Тимок, Оровац, Красна, Цигански Крај, Присоје ("Фаца"), Градишће и Манастир.
Село је збијеног типа и куће су размакнуте по 10-30 м. Подељено је у крајеве: Арнаутски Крај (Котуј Арнаутулуј), Змајац, Вртоп, Средина Села (Мижлок) и Горњи Крај ("Ђал"). У крајевима има по више родова, али су им куће већином измешане. За време испитивања у селу је било 48 родова са 297 кућа. Гробље је на брду југоисточно од села.

### Клима
Велика Јасикова се налази у континенталном климатском појасу. Клима је влажна, са топлим и сувим летом и умерено хладном зимом, што указује да је клима умереноконтинентална. Најхладнији месеци су у просеку јануар и фебруар, а најтоплији јул. У последњој деценији клима се знатно изменила. Присутне су њене варијације које указују да више нема прецизног временског периода у којем траје лето или зима, као што је било раније. Сада су летњи месеци изузетно жарки са дневним температурама које достижу и до 40 °C, док су ноћи у просеку свеже. По тој разлици дневне и ноћне температуре у току лета, сувим и жарким летима клима у овом крају све више поприма обележија пустињске климе. Зиме су благе и са мало падавина, али у појединим периодима температура силази и преко 15 °C испод нуле.
| Клима Велике Јасикове      | Клима Велике Јасикове | Клима Велике Јасикове | Клима Велике Јасикове | Клима Велике Јасикове | Клима Велике Јасикове | Клима Велике Јасикове | Клима Велике Јасикове | Клима Велике Јасикове | Клима Велике Јасикове | Клима Велике Јасикове | Клима Велике Јасикове | Клима Велике Јасикове | Клима Велике Јасикове |
| Показатељ \ Месец          | .Јан.                 | .Феб.                 | .Мар.                 | .Апр.                 | .Мај.                 | .Јун.                 | .Јул.                 | .Авг.                 | .Сеп.                 | .Окт.                 | .Нов.                 | .Дец.                 | .Год.                 |
| -------------------------- | --------------------- | --------------------- | --------------------- | --------------------- | --------------------- | --------------------- | --------------------- | --------------------- | --------------------- | --------------------- | --------------------- | --------------------- | --------------------- |
| Просек, °C (°F)            | −0,2 (31,6)           | 1,3 (34,3)            | 6 (43)                | 11,2 (52,2)           | 15,9 (60,6)           | 19,1 (66,4)           | 21,2 (70,2)           | 20,8 (69,4)           | 17,1 (62,8)           | 11,6 (52,9)           | 5,2 (41,4)            | 1,4 (34,5)            | 10,9 (51,6)           |
| Количина падавина, mm (in) | 41 (16,1)             | 41 (16,1)             | 42 (16,5)             | 52 (20,5)             | 70 (27,6)             | 79 (31,1)             | 58 (22,8)             | 48 (18,9)             | 44 (17,3)             | 40 (15,7)             | 54 (21,3)             | 53 (20,9)             | 622 (244,9)           |
| [ тражи се извор ]         |                       |                       |                       |                       |                       |                       |                       |                       |                       |                       |                       |                       |                       |

### Реке и Језера
Што се тиче воде, село лежи на две реке, а то су Глоговачка и Салашка, које се у близини центра села спајају и формирају Јасиковачку реку, која се 10-ак километра даље улива у Тимок. Сем Тимока, у близини села се налазе још и Језеро Совинац и Глоговачко језеро. Оба језера су вештачке акумулације настале 1988. године због потреба наводњавања пољопривредног добра „Салаш“. На Тимоку се налази хидроелектрана Соколовица, близу села Чокоњар направљена 1948, и то је прва хидроелектрана у Србији направљена после Другог светског рата.
Село има уређен водовод који воду добија са три извора: Горнји крај се водом снабдева са Совинца; средина села са изцора „Варзари“; а остатак села добија воду са извора „Манастире“.
Готово свака кућа у селу има сопствени бунар, те се тако у периоду суша нека домаћинства користе само бунарима.

## Историја
Најстарији је помен о селу је из Турског пописа из 15. В. на коме је на месту данашњег села забележено насеље Jasikovac. Год. 1734-1735 помиње се неки свештеник „синъ Стоюна капитана 8 Краини, кои седи 8 мест8 Яасикови." Овим је утврђено да је место данашње Велике Јасикове и суседне Мале Јасикове постојало једно насеље и да је његова подела на ова два села извршена нешто доцније, јер су 1784 год. постојала села Gornia Jassikova i Dolnia Jassikova, а 1807 године се помињу „Исиковачки кнез Калин“ и "Асикова мала Димитрије кнез“; а 1811 год. у списку крајинских села Јасикова је забележена три пута. Год. 1846 Велика Јасикова је имала 184, 1866 год. 266, а 1924 год. 323 куће.
У Великој Јасикови има разних остатака из прошлости. На левој страни Красничког Потока је место Градишће, на коме има мало остатака од зидина. Прича се да су из времена „Лаћина“. Између села и Красничког Потока, на десној страни Јасиковачке Реке, има место Манастир, на коме се познаје темељ од неке цркве. Прича се да је ту био манастир. У Селишту је раније било село, и тамо је, по предању, била и црква, али од ње нема остатака. У близини је Старо Гробље (Морминц Батрњ) у коме се, веле, укопавало средином прошлог века. Прича се да је село још раније било у Великој Долини (Ваља Маре), која је на левој страни Јасиковачке Реке, испод Чукаре (Илијева Брда), на које се било преместило са места Бунара, а да је пре тога било у Гавану. Незнано Гробље (Морминц Парасиц) је у Гавану, и од њега има великог надгробног камења, али се о њему не казује ништа.

### Порекло становништва
Неколико селишта показују да је Јасикова старије насеље; али се прича да је пре двеста година била пуста и да су је обновили неки родови који су дошли из "Арнаутлука."
Ти су родови: Јелкулешти (15к.), Србоњи (6 к.), Матејешти (2 к.) и Вароњи (Вељићи 2 к.). Сви славе Св. Николу. Прадед Јелкулешта био је „тобџија Хајдук-Вељков." Стари су род и Флокани (6 к., Св. Никола) чији је предак дошао од Јужне Мораве. - Доцније су дошли из "Арнаутлука“: Петрикићи (2 к.), Манзале (6 к.), Петкулешти (5 к.), Никочешти (3 к.), Маркулешти (9 к.), Младенешти (2 к.), Николичешти (6 к.), Гозобе (6 к.), Поповићи (12 к.) и Илекањи (6 к.). Сви славе Св. Николу. - Цветкоњи (8 к., Петковица).
У ово су време дошли из "Влашке": Шћопуловићи и Кисероњи, који су један род (8 к., Митровдан), Величкани (8 к., Петковица), Ђокани, Дикићи (6 к., Петковица), Богдановићи (4 к., Митровдан), Морари (Воденичари, 6 к., Петковица), Паскулешти (8 к., Св. Никола), Мијешти (10 к., Петковица), Митани (4 к., Св. Никола), Визулани (9 к., Петковица), Радулчешти (3 к., Св. Арханђео), Обеђени, Чукићи (8 к., Петковица), Његоицићи (8 к., Св. Никола), Бурићешти (8 к., Петковица) и Динуловићи са Костадиновићима, који су један род (8 к., Петковица).
Прачукундед Мармакоња (1 к., Св. Никола) је дошао од Тетова. - Петковића (16 к., Св. Врачи) чукундед Милутин је дошао из Леновца, пореклом „од Косова“. - Балћани (6 к., Св. Никола) су од Тетова. - Неткулешти (Цветићи, 5 к., Св. Никола) су од Куманова.
Родови досељени у 19. веку. Из "Влашке" су дошли: Јонели (Јоновићи, 2 к., Петковица), Илијешти (12 к., Св. Никола), Оприћи (1 к., Петковица), Шобићи (3 к., Св. Никола), Брукани (5 к., Петковица), Братуљевићи (Пашоњи, 12 к., Св. Никола) и Фустикани (3 к., Петковица) - Василоњи (6 к., Петковица) су из Мале Јасикове, а пореклом су из „Влашке". - Морари (Воденичари, 6 к., Св. Никола) су од „Унгурјана“ у Дубочану. - Васиљевићи (5 к., Петковица): деду њихова као дете довели су из Првова код Пожаревца. - Новачика (Куцани, 12 к., Петковица) су "Унгурјани“ из Дубочана. - Ђуркоњи (2 к., Св. Тодор) су из Кленовца, а Маринкешти (3 к., Св. Арханђео) су из Мале Јасикове.

## Демографија
У насељу Велика Јасикова живи 819 пунолетних становника, а просечна старост становништва износи 45,2 година (43,3 код мушкараца и 47,2 код жена). У насељу има 258 домаћинстава, а просечан број чланова по домаћинству је 3,87.
Број становника константно опада а просечна старост расте.
Велики број становника налази се на привременом раду у иностранству.
Становништво у овом насељу веома је нехомогено.
|  |

| Демографија | Демографија | Демографија |
| Година      | Становника  | Становника  |
| ----------- | ----------- | ----------- |
| 1948.       | 1.712       |             |
| 1953.       | 1.707       |             |
| 1961.       | 1.675       |             |
| 1971.       | 1.576       |             |
| 1981.       | 1.384       |             |
| 1991.       | 1.239       | 1.164       |
| 2002.       | 998         | 1.174       |
| 2011.       | 802         | 903         |

| Етнички састав према попису из 2002.‍ | Етнички састав према попису из 2002.‍ | Етнички састав према попису из 2002.‍ | Етнички састав према попису из 2002.‍ | Етнички састав према попису из 2002.‍ |
| ------------------------------------ | ------------------------------------ | ------------------------------------ | ------------------------------------ | ------------------------------------ |
|                                      |                                      |                                      |                                      |                                      |
| Срби                                 | Срби                                 |                                      | 483                                  | 48,39%                               |
| Власи                                | Власи                                |                                      | 356                                  | 35,67%                               |
| Румуни                               | Румуни                               |                                      | 17                                   | 1,70%                                |
| Југословени                          | Југословени                          |                                      | 4                                    | 0,40%                                |
| Хрвати                               | Хрвати                               |                                      | 1                                    | 0,10%                                |
| непознато                            | непознато                            |                                      | 18                                   | 1,80%                                |

## Привреда
Становништво се претежно бави пољопривредом.
Село је добро снабдевено основним животним намирницама које се могу купити у 3 продавнице.
Поред села се налази хотел са рестораном који има две звездице.
Такође у селу постоје аутомеханичар, аутоелектричар и аутолимар.
„Телевизија Исток“ се налази на Јасиковачкој петљи, у њој раде житељи Велике Јасикове (на телевизији се пуштају информативни, забавни и музички програми).
- Становништво према делатности које обавља

| Делатност               | Број радно способних мештана |
| Укупно                  | 384                          |
| ----------------------- | ---------------------------- |
| Пољопривреда            | 314                          |
| Рибарство               | 0                            |
| Рударство               | 0                            |
| Прерађивачка индустрија | 12                           |
| Производња              | 1                            |
| Грађевинарство          | 7                            |
| Трговина                | 21                           |
| Хотели и ресторани      | 3                            |
| Саобраћај               | 4                            |
| Финансије               | 0                            |
| Некретнине              | 0                            |
| Трговина                | 21                           |
| Образовање              | 2                            |
| Здравствени радници     | 5                            |
| Услужне делатности      | 1                            |
| Непознато               | 13                           |

## Култура
Дом културе се налази у центру села а претходних година је реновиран. Користи се за разне прославе, свадбе и крштења (којих је све мање) као и за приредбе основаца и разне манифестације и едуковање локалног становништва о разним темама. Комплетно је опремљен свим неопходним као и кухињом са комплетним инвентаром.
Балкански фестивал традиционалне културе Влаха
Манифестација је настала из потребе да се подстакне истраживања, напредак и презентацију традиционалног културног наслеђа влашког становништва на са подручја Балкана. Као и унапређење и развој интеркултурног дијалога балканских земаља на платформи заједничког културног наслеђа. Ипак, као циљ ове, сада већ традиционалне манифестације истиче се подстицање стваралашта као и складан развој културних делатности у руралним срединама, откривање, стварање, проучавање и неговање културног идентитета Влаха, али и подстицање међународне сарадње и афирмације туритичког потенцијал овог региона.
Организатори манифестације су Центар за културу града Зајечара, Националног савета Влаха и меса одбора Велике јасикове. Покровитељ је Град Зајечар.
Године 2013. на жалост мештана манифестација је одржана у Дубочану, а чланови месне заједнице раде на враћању манифестације у село.

### Образовање
У Великој Јасикови постоји четворогодишнја основна школа која је истурено одељење ош „Јован Јованови-Змај“ из Салаша.
Нажалост број деце се из године у годину смањује, као и у већини околних села.
Иначе, школа је опремљена учионицом за информатику у којој су смештени рачунари за савремено едуковање ученика. Такође ученицима је на располагању и балон сала које је опремљена неопходним реквизитима за фудбал, рукомет, одбојку и тенис.

### Спорт
У селу је постојао фудбалски клуб који се са изузетним успесима такмичио у „окружној лиги Зајечар“. Клуб је 2013. године расформиран.
Балон салу такође могу да користе и мештани у послеподневним часовима, а као што је већ речено она је мултифункционална.
Постоји и терен за мали фудбал на отвореном а подлога је природна трава, као и на терену за велики фудбал.
У сали месне заједнице постоји и сто за стони тенис који такође може да се користи у току целог дана.
Карате секција је формирана 2013 године, а такмичари који је представљају освају медаље на међународним такмичењима у Србији и у Европи.
| \| \| м \| \| \| ж \| \| ? \| 6 \| \| \| 7 \| \| 80+ \| 11 \| \| \| 23 \| \| 75—79 \| 29 \| \| \| 49 \| \| 70—74 \| 32 \| \| \| 36 \| \| 65—69 \| 35 \| \| \| 44 \| \| 60—64 \| 39 \| \| \| 33 \| \| 55—59 \| 35 \| \| \| 45 \| \| 50—54 \| 34 \| \| \| 32 \| \| 45—49 \| 24 \| \| \| 23 \| \| 40—44 \| 30 \| \| \| 14 \| \| 35—39 \| 37 \| \| \| 26 \| \| 30—34 \| 30 \| \| \| 15 \| \| 25—29 \| 34 \| \| \| 21 \| \| 20—24 \| 19 \| \| \| 26 \| \| 15—19 \| 36 \| \| \| 29 \| \| 10—14 \| 30 \| \| \| 27 \| \| 5—9 \| 17 \| \| \| 27 \| \| 0—4 \| 25 \| \| \| 18 \| \| Просек : \| 43,3 \| \| \| 47,2 \| |      |  |  |      |
| |      |  |  |      |
| | м    |  |  | ж    |
| ? | 6    |  |  | 7    |
| 80+ | 11   |  |  | 23   |
| 75—79 | 29   |  |  | 49   |
| 70—74 | 32   |  |  | 36   |
| 65—69 | 35   |  |  | 44   |
| 60—64 | 39   |  |  | 33   |
| 55—59 | 35   |  |  | 45   |
| 50—54 | 34   |  |  | 32   |
| 45—49 | 24   |  |  | 23   |
| 40—44 | 30   |  |  | 14   |
| 35—39 | 37   |  |  | 26   |
| 30—34 | 30   |  |  | 15   |
| 25—29 | 34   |  |  | 21   |
| 20—24 | 19   |  |  | 26   |
| 15—19 | 36   |  |  | 29   |
| 10—14 | 30   |  |  | 27   |
| 5—9 | 17   |  |  | 27   |
| 0—4 | 25   |  |  | 18   |
| Просек : | 43,3 |  |  | 47,2 |

| Година пописа     | 1948. | 1953. | 1961. | 1971. | 1981. | 1991. | 2002. |
| ----------------- | ----- | ----- | ----- | ----- | ----- | ----- | ----- |
| Број домаћинстава | 379   | 385   | 378   | 366   | 334   | 295   | 258   |

| Број чланова      | 1  | 2  | 3  | 4  | 5  | 6  | 7  | 8 | 9 | 10 и више | Просек |
| ----------------- | -- | -- | -- | -- | -- | -- | -- | - | - | --------- | ------ |
| Број домаћинстава | 39 | 50 | 25 | 36 | 40 | 45 | 15 | 7 | 1 | 0         | 3,87   |

| Пол    | Укупно | Неожењен/Неудата | Ожењен/Удата | Удовац/Удовица | Разведен/Разведена | Непознато |
| ------ | ------ | ---------------- | ------------ | -------------- | ------------------ | --------- |
| Мушки  | 431    | 67               | 321          | 27             | 16                 | 0         |
| Женски | 423    | 29               | 287          | 89             | 18                 | 0         |
| УКУПНО | 854    | 96               | 608          | 116            | 34                 | 0         |

| Пол    | Укупно                    | Пољопривреда, лов и шумарство | Рибарство                            | Вађење руде и камена | Прерађивачка индустрија       |
| ------ | ------------------------- | ----------------------------- | ------------------------------------ | -------------------- | ----------------------------- |
| Мушки  | 235                       | 187                           | 0                                    | 0                    | 10                            |
| Женски | 149                       | 127                           | 0                                    | 0                    | 2                             |
| Укупно | 384                       | 314                           | 0                                    | 0                    | 12                            |
|        |                           |                               |                                      |                      |                               |
| Пол    | Производња и снабдевање   | Грађевинарство                | Трговина                             | Хотели и ресторани   | Саобраћај, складиштење и везе |
| Мушки  | 1                         | 7                             | 11                                   | 2                    | 4                             |
| Женски | 0                         | 0                             | 10                                   | 1                    | 0                             |
| Укупно | 1                         | 7                             | 21                                   | 3                    | 4                             |
|        |                           |                               |                                      |                      |                               |
| Пол    | Финансијско посредовање   | Некретнине                    | Државна управа и одбрана             | Образовање           | Здравствени и социјални рад   |
| Мушки  | 0                         | 0                             | 0                                    | 1                    | 2                             |
| Женски | 0                         | 0                             | 0                                    | 1                    | 3                             |
| Укупно | 0                         | 0                             | 0                                    | 2                    | 5                             |
|        |                           |                               |                                      |                      |                               |
| Пол    | Остале услужне активности | Приватна домаћинства          | Екстериторијалне организације и тела | Непознато            | Непознато                     |
| Мушки  | 1                         | 0                             | 0                                    | 9                    | 9                             |
| Женски | 1                         | 0                             | 0                                    | 4                    | 4                             |
| Укупно | 2                         | 0                             | 0                                    | 13                   | 13                            |